# Iwan Szełajew
Iwan Pawłowicz Szełajew, ros. Иван Павлович Шелаев (ur. 2 stycznia 1911 r. we wsi Błagowieszczenskoje w guberni orłowskiej, zm. ?) – radziecki wojskowy (major), dowódca kompanii szkolnej w szkole oficerskiej ROA pod koniec II wojny światowej.
W lutym 1930 r. został zmobilizowany do Armii Czerwonej. W listopadzie tego roku ukończył szkołę pułkową przy 6 Pułku Artylerii, zaś w grudniu 1934 r. moskiewską szkołę artyleryjską. Objął w stopniu podporucznika dowództwo plutonu w 123 Pułku Artylerii. W 1936 r. awansował na porucznika. Od poł. stycznia 1937 r. dowodził zwiadem pułku. W połowie marca 1938 r. został dowódcą baterii w 18 Samodzielnym Dywizjonie Artylerii Konnej. Pod koniec stycznia 1941 r. objął funkcję komendanta szkoły pułkowej przy 389 Pułku Haubiczno-Artyleryjskim. Pod koniec kwietnia tego roku mianowano go kapitanem. Od końca lipca był szefem sztabu 44 Kawaleryjskiego Dywizjonu Artylerii Górskiej. Od poł. grudnia dowodził dywizjonem artylerii 38 Samodzielnej Brygady Strzeleckiej. Następnie został dowódcą samodzielnego dywizjonu artylerii przeciwpancernej 4 Gwardyjskiej Brygady Strzeleckiej. Od początku stycznia 1942 r. pełnił funkcję dowódcy artylerii 46 Zmotoryzowanej Brygady Strzeleckiej. Od początku marca tego roku pełnił obowiązki zastępcy dowódcy 699 Niszczycielskiego Pułku Artylerii Przeciwpancernej. Pod koniec lipca awansował na majora. W sierpniu dostał się do niewoli niemieckiej. Osadzono go w oflagu XIII-D w Hammelburgu, gdzie został zastępcą komendanta bloku. W grudniu 1944 r. wstąpił do nowo formowanych Sił Zbrojnych Komitetu Wyzwolenia Narodów Rosji. Otrzymał stopień podpułkownika. Później awansował na pułkownika. Od marca 1945 r. dowodził kompanią szkolną w szkole oficerskiej ROA. Pod koniec kwietnia tego roku został wysłany przez gen. Michaiła A. Meandrowa z misją do nadchodzących Amerykanów. Przebywał w różnych obozach jenieckich. Na początku 1946 r. przekazano go Sowietom. Pod koniec grudnia tego roku po procesie został skazany na karę wieloletniego pobytu w łagrach. Dalsze jego losy są nieznane.